# Alexandre Léopold de Marandet
Alexandre Léopold de Marandet est un homme politique français né le 28 novembre 1770 à Thann (Haut-Rhin) et décédé le 19 septembre 1825 à Hambourg (Allemagne).
Riche propriétaire à Thann, il est député du Haut-Rhin de 1815 à 1816, siégeant dans la minorité de la Chambre introuvable. Il est nommé ministre plénipotentiaire à Stuttgart en avril 1816, puis auprès du grand-duc de Mecklembourg et auprès du roi de Suède. Il termine sa carrière à Hambourg, de 1818 à 1825. Il est créé baron en 1818.

## Sources
- « Alexandre Léopold de Marandet », dans Adolphe Robert et Gaston Cougny, Dictionnaire des parlementaires français, Edgar Bourloton, 1889-1891 [détail de l’édition]